# پترا کولیخووا
پترا کولیخووا (چکی: Petra Kulichová؛ زادهٔ ۱۳ سپتامبر ۱۹۸۴) بازیکن بسکتبال زن اهل جمهوری چک است.
وی در مسابقات کشوری و بین‌المللی در مجموع برندهٔ ۱ مدال طلا، ۱ مدال نقره شده‌است.